# Helsingborgs centralstation

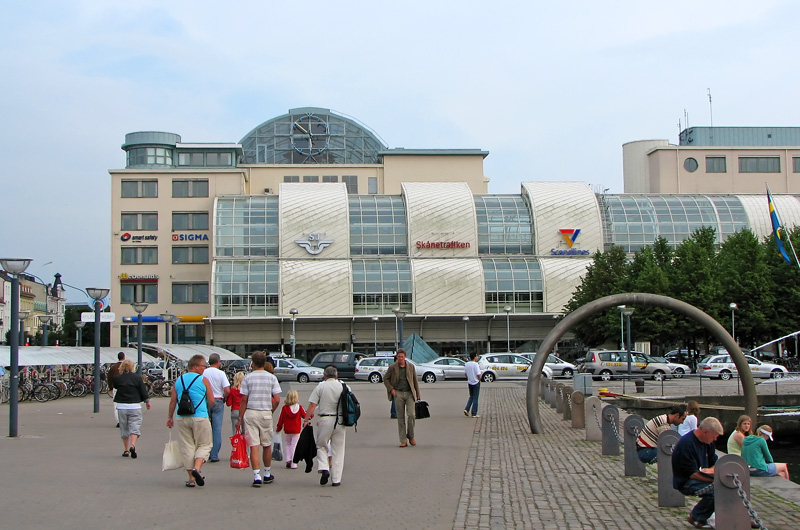
Exteriör mot Kungstorget före ombyggnad

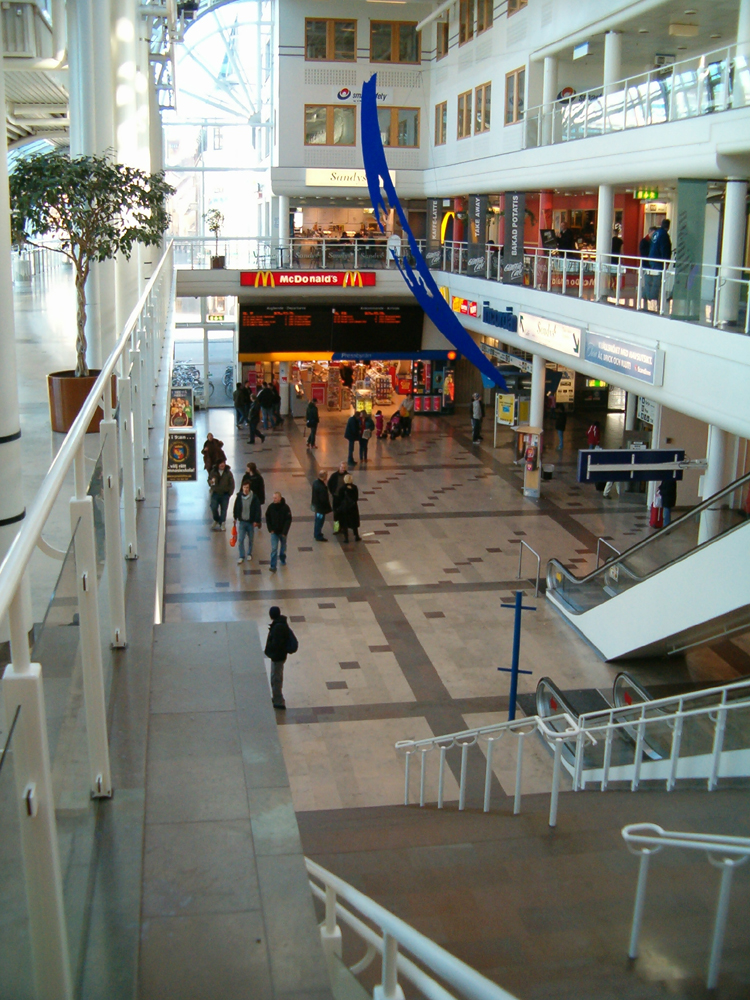
Interiör före ombyggnad

Helsingborgs centralstation (förkortat Helsingborg C, tidigare Knutpunkten, av äldre personer även kallad "Nya Knutpunkten", i folkmun kallad "Knutan") är Helsingborgs huvudstation och ett kommunikationsnav för färjor, fjärrtåg (SJ), Öresundståg, Pågatågen, stads- och regionbussar. Det är en av Sveriges mest trafikerade kommunikationsanläggningar. Järnvägsstationen har 24 100 passagerare med Skånetrafiken per vardag (2016). Till detta kommer passagerare hos färjetrafiken och busstrafiken. Totalt besöks anläggningen av cirka 45 000 personer dagligen. Byggnaden är ett stort komplex som även innehåller restauranger, pubar, butiker och kontorslokaler. Granne med stationen ligger det samtida Elite Hotel Marina Plaza med 197 rum.  Som järnvägsstation betraktat är det en av de största stationsbyggnaderna i Sverige och en av Sveriges åtta stationer med underjordiska järnvägsspår i Helsingborgstunneln. Det finns två perronger under jord (fyra spår). Det finns även en perrong ovan jord, som är i reguljärt bruk, spår 6 och 7. Dessa spår används främst för vändande Pågatåg i riktning mot Kristianstad/Hässleholm via Åstorp och Ystad/Simrishamn via Teckomatorp. Byggnaden innehåller dessutom flera administrativa funktioner för Helsingborgs stad såsom Stadsbyggnadsförvaltningen, och sedan 2016 även ett kontorshotell för näringsverksamhet.

## Bilder

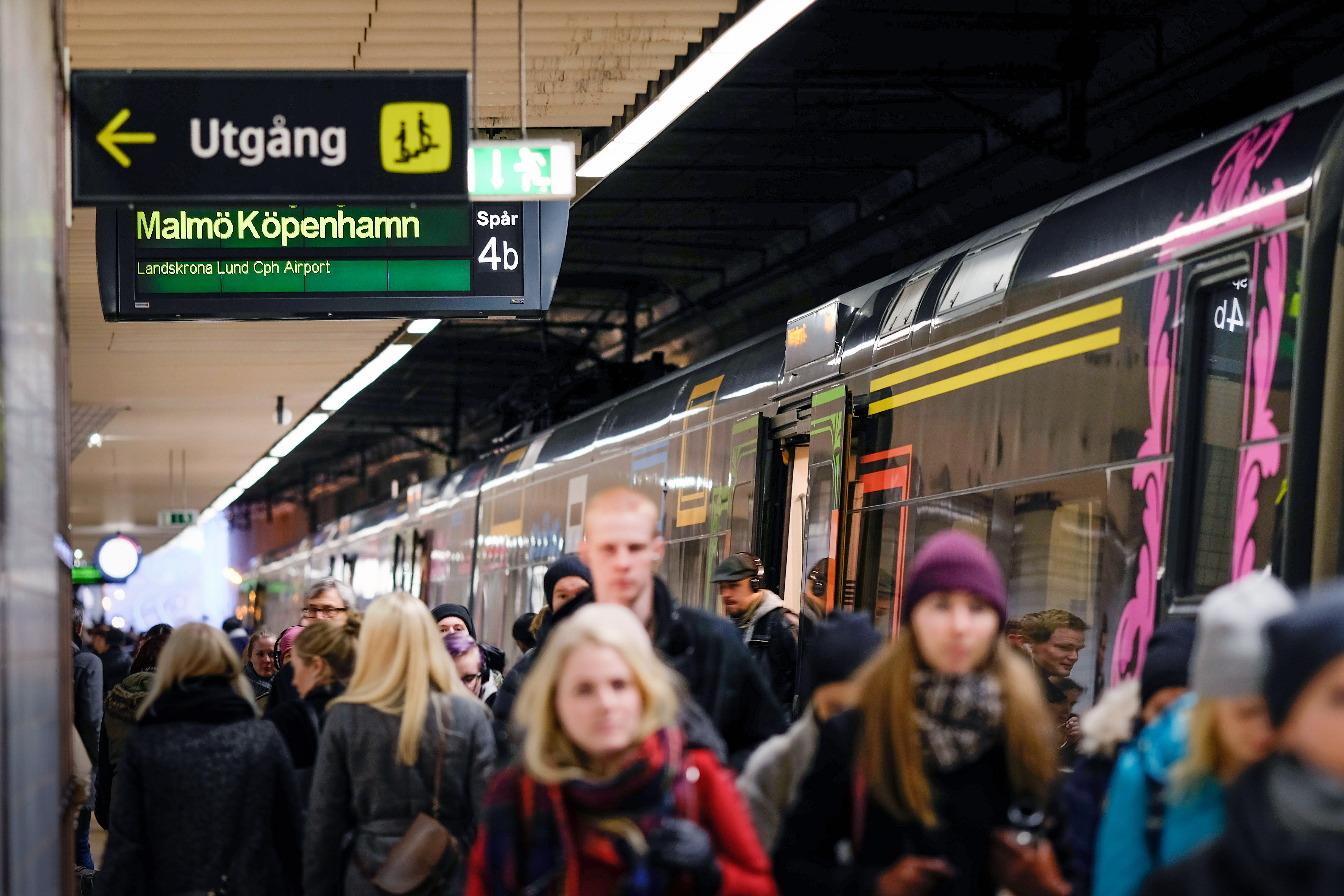
Öresundståg
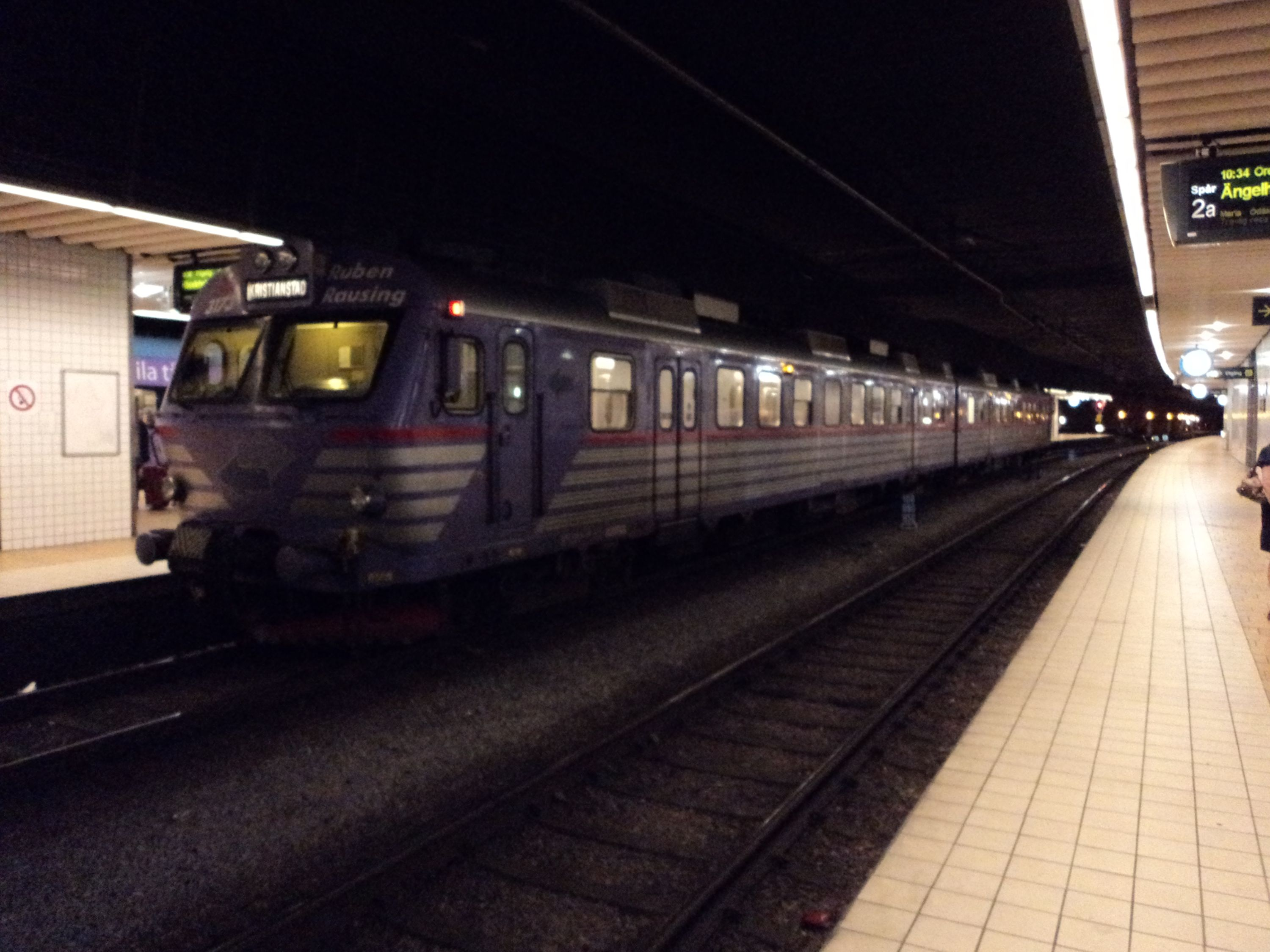
Pågatåg spår 3
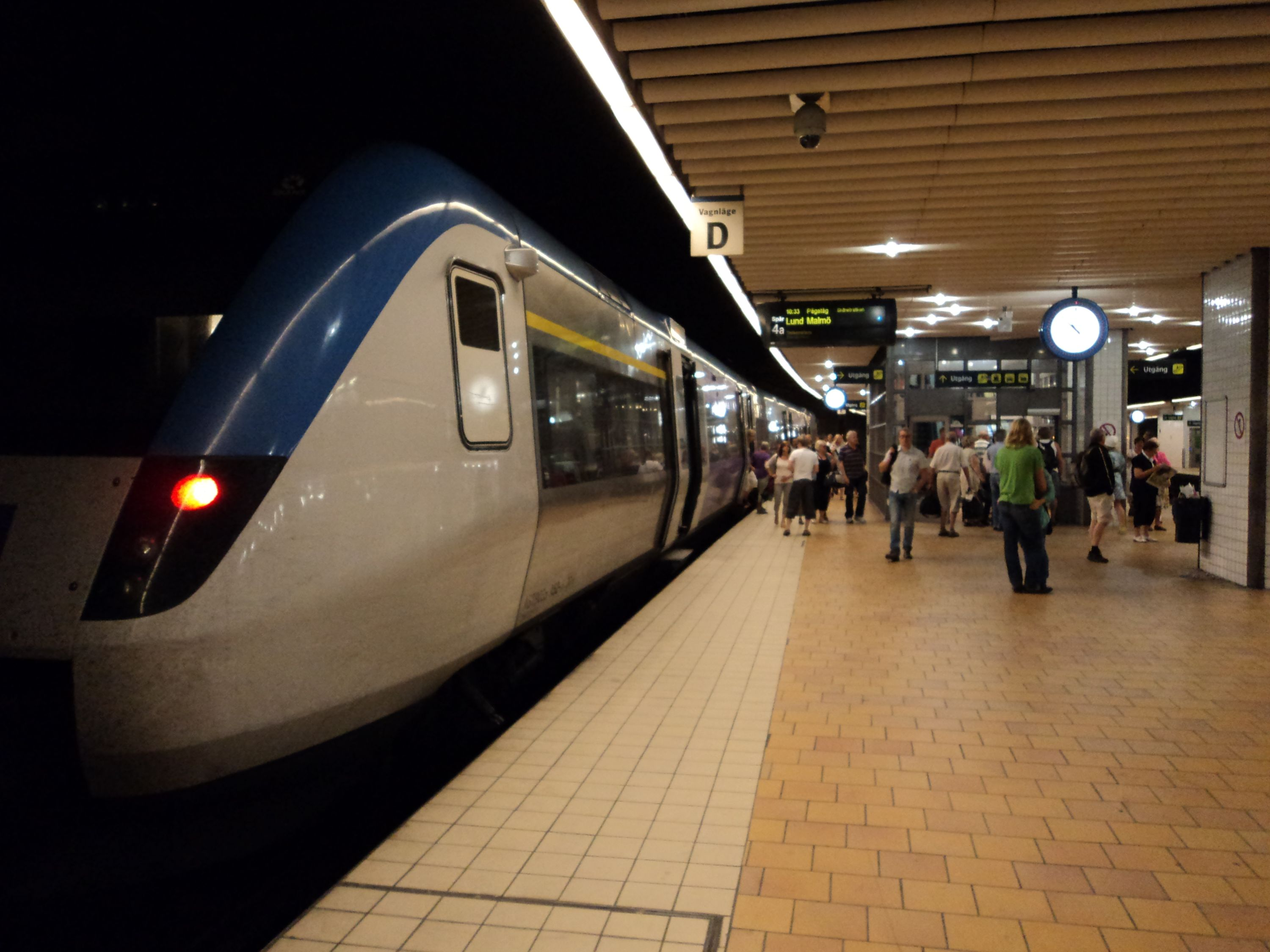
Ett vikarierande pågatåg inväntar avgång mot Malmö via Teckomatorp
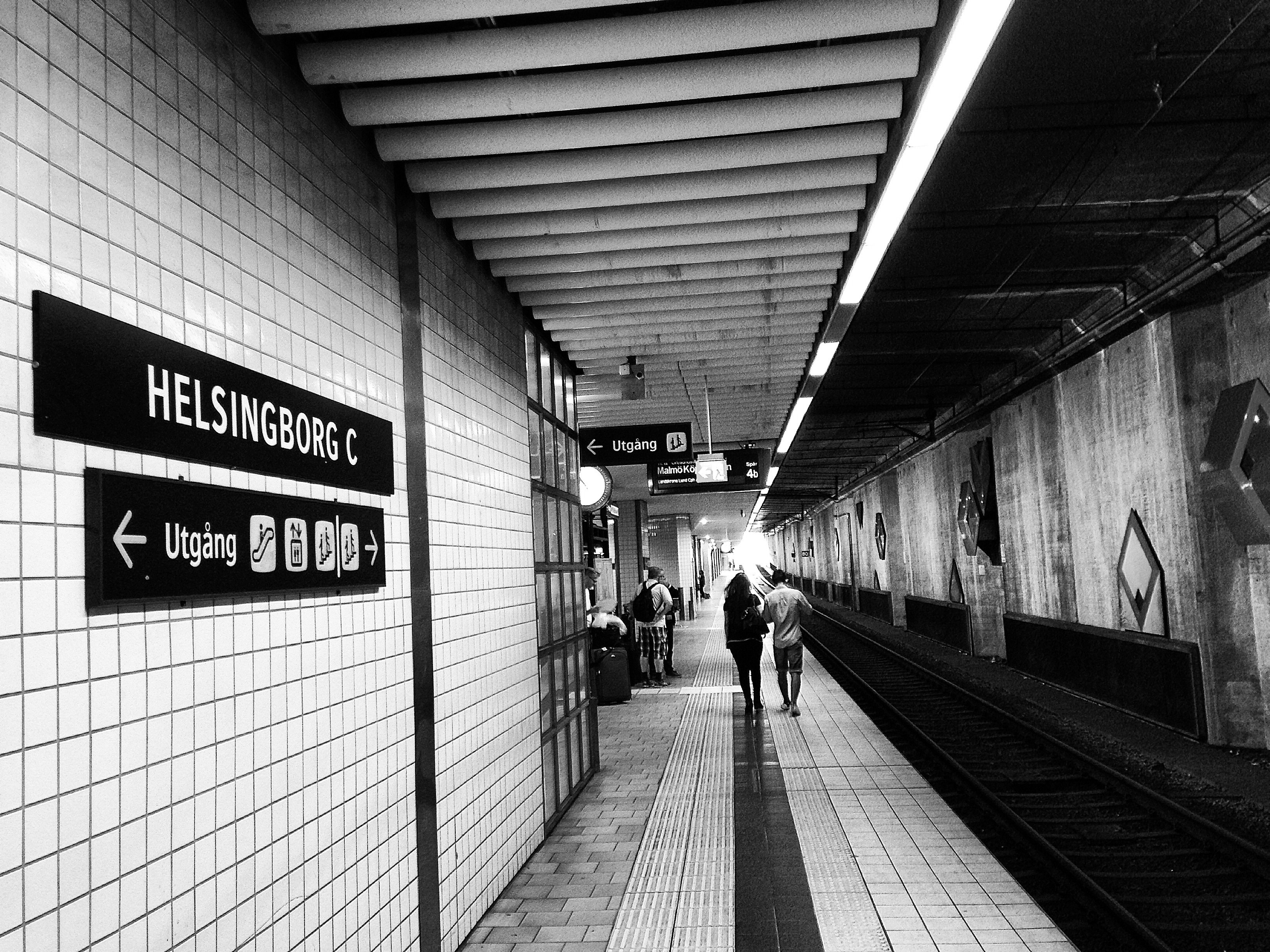
Spår 4
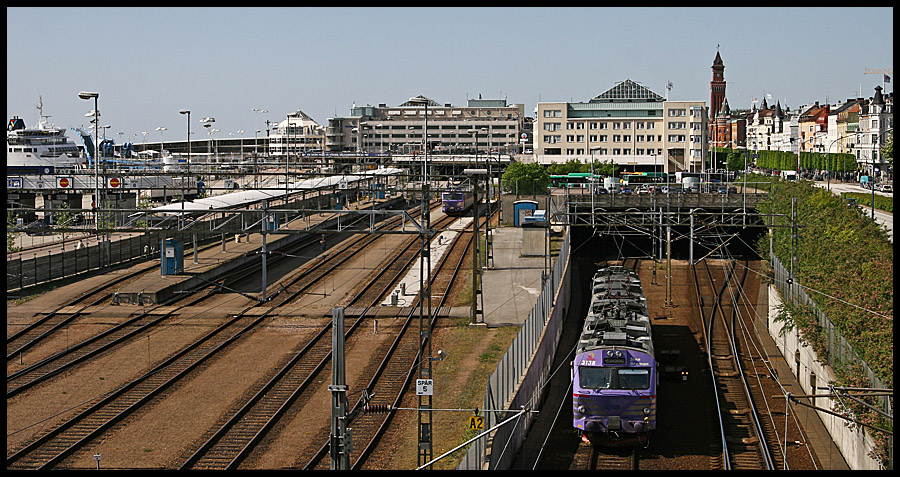
Pågatåg utanför Helsingborgstunneln
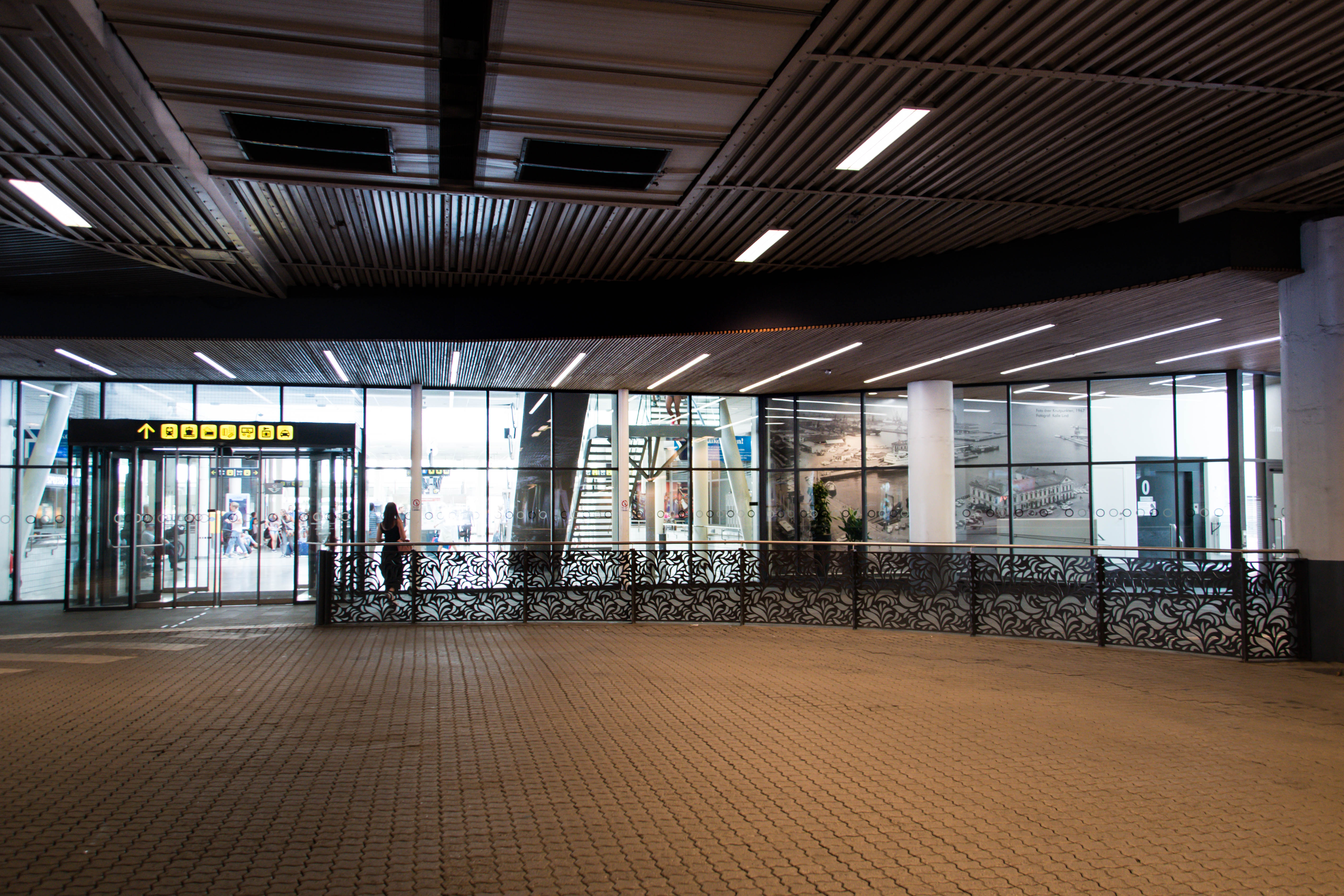
Entré

## Kommunikationer
Helsingborgs centralstation är Helsingborgs största järnvägsstation (av tre inom tätorten och tio totalt inom Helsingborgs kommun)   och en av de största i Sverige.
Före 1991 var den station som låg 300 m norrut (Helsingborg F/Helsingborgs färjestation) viktig främst för fjärrtrafiken med tåg från Göteborg och Stockholm som även fortsatte med färja till Helsingør. Invid södra delen av stationen låg Helsingborgs gamla centralstation med tåg mot bland annat Malmö.
Det går Öresundståg till Göteborg, Malmö och Köpenhamn via Landskrona. Pågatågen går till Förslöv–Halmstad, Åstorp–Hässleholm–Kristianstad, Landskrona–Lund–Malmö–Ystad–Simrishamn samt till Eslöv–Lund–Malmö C–Malmö Hyllie. Även SJ trafikerar Helsingborg som en del av linjen Malmö-Helsingborg-Göteborg och nattåget Stockholm-Alvesta-Helsingborg-Malmö, efter att inte trafikerat staden 2011–2015. Söder om den underjordiska järnvägsstationen (med fyra spår) är Västkustbanan dubbelspårig. Norr om stationen leds trafiken under Helsingborg i den enkelspåriga Helsingborgstunneln och fortsätter genom Pålsjö skog i ovan jord fram till Maria Station. Detta segment blir från 2024 den enda återstående delen av Västkustbanan som inte byggts ut till dubbla spår.
Från och med 2010 avgår Öresundslinjens färjor (tidigare Scandlines och HH-Ferries) från Helsingborg C till Helsingør. HH-leden trafikeras i och med det var 20:e minut (om natten mer sällan). Eftersom Öresundsförbindelsen kostar nästan dubbelt så mycket för i stort sett alla biljettyper, har trafiken på HH-leden inte minskat i någon betydande grad. 
Landsbygdsbussarna och expressbussarna har numera en bussterminal på Knutpunkten som invigdes 2005. Stadsbussarna stannar vid gatan utanför.
Stationens funktion har förändrats en hel del sedan invigningen. Tidigare gick tågfärjetrafiken in i en terminal i södra änden av stationen, men när Öresundsbron invigdes försvann godstrafiken och tågfärjeläget revs år 2000. Istället har den nya bussterminalen tagit över ytorna där tågen höll till under ett fåtal år.
Plattformarna (spår 6 och 7) i Övre plan nära Campus 200 meter söder om byggnaden togs i bruk för Pågatåg mot Hässleholm, Eslöv med mera 1 april 2024

## Byggnaden
Byggnaden uppfördes 1984–1991 efter ritningar av Ivar Krepp och ligger där den gamla centralstationen som ritades av Helgo Zettervall låg. I och med byggandet av Knutpunkten och nergrävningen av spåren i Helsingborgstunneln, löstes ett stort problem angående järnvägen i Helsingborg. 
Fastigheten har bytt ägare ett flertal gånger i mitten av 2000-talet. Kungsleden AB sålde 2005 fastigheten till en fond förvaltad av danska Keops A/S. 2007 förvärvades fastigheten av en fond förvaltad av brittiska Lathe Investment för att redan 2008 tas över av Nordic Land. 13 oktober 2010 bytte byggnaden åter ägare, denna gången till Wihlborgs. På uppdrag av den nya ägaren har sedan dess byggnaden byggts om i två etapper, 2014-2016, då fem nya våningar kontorsytor för näringsverksamhet, i form av kontorshotell, upprättats, samt 2019-2021 då fasaden sett norrifrån, vid norra huvudingången, ändrat skepnad till en modern glasstruktur, samt att det har upprättats nya ytor för restaurangverksamhet inuti denna glasstruktur.

## Gamla Knutpunkten

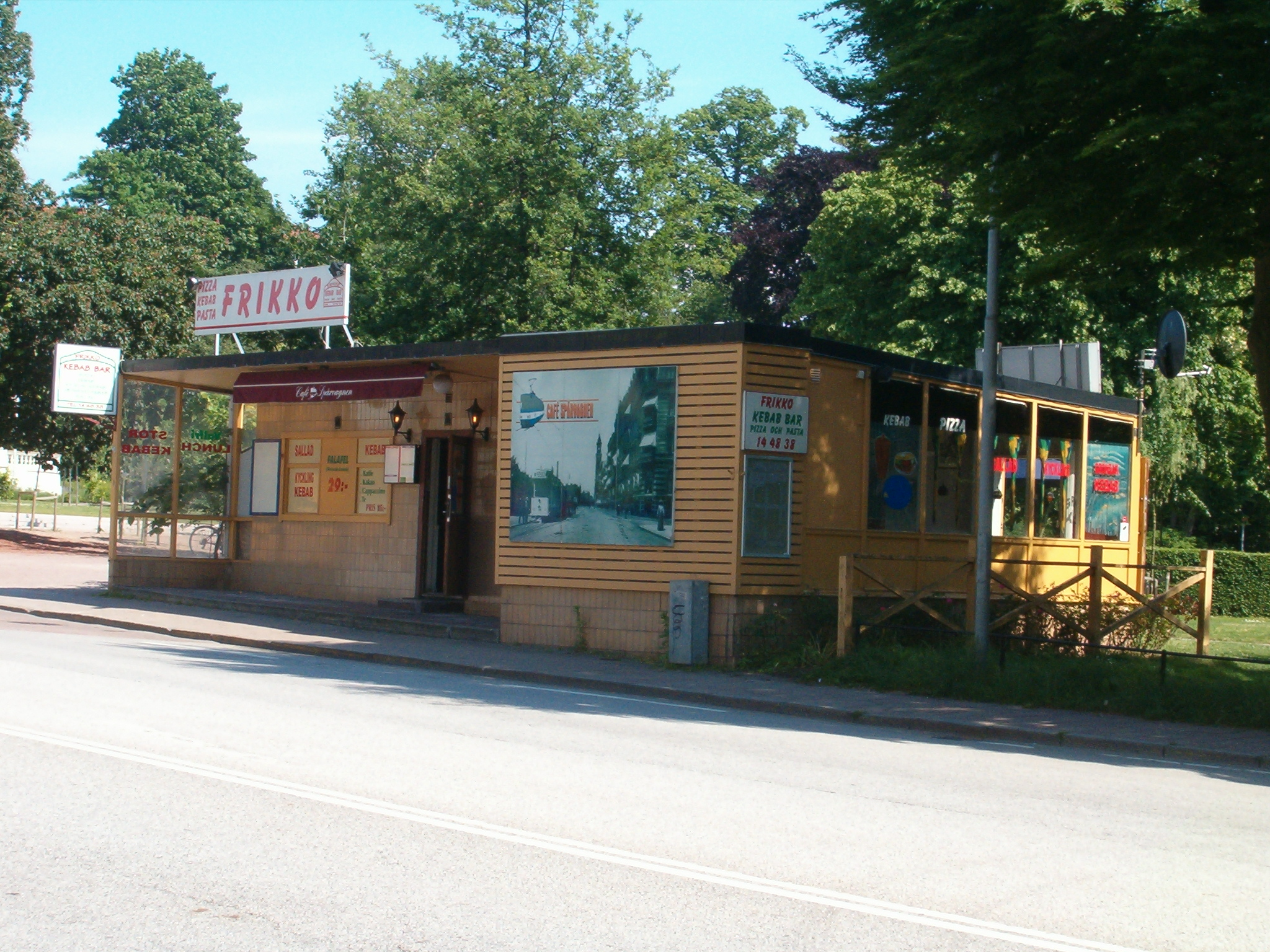
Kiosken vid gamla Knutpunkten (2007)

Knutpunkten var ursprungligen benämning på korsningen Trädgårdsgatan, Södergatan, Bergaliden och S. Storgatan. På denna plats förgrenade sig spårvägens linjer mot Norr, Söder och Stattena. År 1942 uppförde spårvägen på denna plats en vänthall med personalutrymme, troligen ritad av Ragnar Siebke. Idag hyser byggnaden (lätt ombyggd) en kebabkiosk. Busshållplatsen längs Trädgårdsgatan heter idag "Biblioteket" (efter det närbelägna Stadsbiblioteket) och ligger idag hundra meter längre västerut.